# Benedetta Valanzano
Maria Benedetta Valanzano (Napoli, 5 maggio 1985) è un'attrice italiana.

## Biografia

### Anni duemila
Diplomata all'Istituto d'Arte nel 2003, si è formata professionalmente studiando per quattro anni recitazione presso la Scuola Teatrale Compagnia "La Mansarda" di Caserta. Inoltre ha studiato preparazione canora per un anno. Nel 2000 a Vico Equense è prima classificata nel concorso di bellezza "La Bella del Golfo", organizzato da Elio Forgione. Nel 2001 debutta in teatro con I delitti esemplari di Max Aub, regia di Roberta Sandias, a cui fanno seguito, l'anno successivo, Lisistrata di Aristofane e Canto di Natale di Charles Dickens, regia di Maurizio Azzurro.
Seguiranno nel 2003 Delitto a Villa Rongue, regia di Maurizio Azzurro, e Visita di condoglianze, regia di Roberto Solofria, due atti unici di Achille Campanile, e nel 2004 Le allegre comari di Windsor di William Shakespeare. Successivamente lavora nel cinema. Nel 2005 appare nelle sale cinematografiche in Non aver paura, regia di Angelo Longoni. Nello stesso anno debutta come protagonista nel film Vita Smeralda, scritto e diretto da Jerry Calà.
Appare anche nel film italo-spagnolo Los Borgia di Antonio Hernández. Ha raggiunto la popolarità lavorando in televisione, apparendo in numerose fiction televisive. Nel 2004 ha partecipato a La stagione dei delitti, regia di Claudio Bonivento. Nel 2005 ha avuto il ruolo di Miriam Bove nella fiction in quattro puntate Ho sposato un calciatore, regia di Stefano Sollima. Ha inoltre partecipato a Elisa di Rivombrosa 2, regia di Cinzia TH Torrini.
Nel 2006 è entrata nel cast di Un posto al sole, nel ruolo di Valeria Paciello, rimanendovi in modo discontinuo fino al 2010 e tornandovi poi nel 2024. Nel 2007 interpreta la moglie di Nando dalla Chiesa nella miniserie TV Il generale Dalla Chiesa, regia di Giorgio Capitani, prodotta da RTI. Nel 2008 interpreta Isabella Iovine in alcuni episodi della serie La nuova squadra, a fianco di Pietro Taricone.
Nel 2009 torna sul piccolo schermo con le miniserie TV Mal'aria, regia di Paolo Bianchini, Piper, regia di Francesco Vicario, nella parte di Clelia, e il film televisivo Non smettere di sognare, regia di Roberto Burchielli, nella parte della perfida Alessia. Su Rai 2 partecipa al programma musicale Italia Fan Club Music Awards, coadiuvando alla conduzione Marco Liorni. Ha inoltre partecipato a due videoclip di Antonello Venditti, recitando a fianco del figlio del cantautore, Francesco.

### Anni duemiladieci
Nel 2010 è tra i concorrenti del talent-show Ballando con le stelle 6, in coppia con il ballerino russo Dima Pakhomov, dove si classifica quarta. È stata inoltre ospite in diversi programmi TV come opinionista. Il 4 settembre ha partecipato al pilot del game show Non sparate sul pianista, condotto da Carlo Conti e andato in onda su Rai 1.
Ha interpretato il ruolo di Diana in Filumena Marturano (originale televisivo basato sulla commedia di Eduardo De Filippo), a fianco di Massimo Ranieri e Mariangela Melato. Lo sceneggiato è andato in onda il 30 novembre 2010, in prima serata, su Rai 1. Il 2010 è anche l'anno del ritorno al teatro. A partire da novembre 2010, intraprende una tournée teatrale con Vincenzo Salemme in una commedia da lui scritta e diretta, L'astice al veleno, che vede fra gli altri protagonisti anche Antonella Morea e Maurizio Aiello.
La tournée si completa nel maggio 2011, dopo 129 repliche rappresentate nei maggiori teatri nazionali. La commedia ha avuto il premio Biglietto d'oro, riconoscimento dato alle rappresentazioni teatrali che hanno grande affluenza e consenso di pubblico. Una seconda stagione, in versione ridotta (sono state tolte le canzoni e il ballo di tango con Vincenzo Salemme) è andata in scena dal 4 novembre 2011 fino al mese di maggio 2012.
Il 29 settembre 2011 è stata protagonista, al Teatro Comunale di Caserta, della rappresentazione "Ferdinando e Carolina - Scene da un matrimonio", assieme all'attore Salvio Simeoli. La rappresentazione è stata scritta da Angelo Callipo e diretta artisticamente da Nunzio Areni in occasione del 13º Leuciana Festival.
Nel 2011 interpreta il film di Claudio Fragasso Operazione vacanze, insieme a Jerry Calà e Francesco Pannofino. Nel 2013 ha interpretato il ruolo di Nancy nella fiction Rai Rosso San Valentino. Nel febbraio 2014 ha inciso il primo singolo Una terra che tace. Contemporaneamente ha reso pubblico il suo sito ufficiale. Nel mese di giugno dello stesso anno viene pubblicato il secondo singolo, Come è bella la sera, cover di una popolare canzone degli anni sessanta interpretata da Sandie Shaw.
Nel 2015, insieme a Valerio Jovine, canta la canzone Un motivo non c'è che diventa colonna sonora del film interpretato dal duo comico Gli Arteteca Vita cuore battito; nello stesso anno pubblica il suo nuovo singolo Eclissi. Nel 2014 ha partecipato alla fiction di Raiuno Una pallottola nel cuore, insieme a Gigi Proietti, inoltre ha lavorato a teatro in Come sopravvivere ai lavori di casa con Michele Caputo, e con il medesimo è stata, nel 2015, co-conduttrice dello spettacolo comico Komikamente in scena al Teatro Diana di Napoli e trasmesso anche in versione televisiva dal canale TV +Enne.
Nel 2015 e nel 2016-2017 è a teatro con Enrico Montesano nella commedia musicale Il marchese del Grillo, nel ruolo di Olimpia, per la regia è di Massimo Rimeo Piparo. Il 15 marzo 2017 debutta nuovamente al teatro Sistina con la commedia musicale Febbre da cavallo nel ruolo di Mafalda, con la regia di Claudio Insegno e la supervisione artistica di Enrico Brignano. È al teatro Olimpico come protagonista nello spettacolo di Lillo e Greg L'uomo che non capiva troppo - Realoded e successivamente nella commedia musicale Il Conte Tacchia di e con Enrico Montesano nel ruolo della Duchessina  Elisa.
Dal 2019 è in radio nel programma di Lillo e Greg, 610, con il personaggio Maddalena Lena, artista neoneomelodica partenopea che, non avendo mai vissuto esperienze amorose, canta con toni ispirati e struggenti le piccole contrarietà della vita di tutti i giorni.

### Anni duemilaventi
Nel 2023 interpreta il personaggio secondario Silvia nella serie televisiva Sono Lillo diretta da Eros Puglielli.

## Teatro
- I delitti esemplari di Max Aub regia di Roberta Sandia (2001)
- Lisistrata di Aristofane, regia di Maurizio Azzurro (2002)
- Canto di natale di Charles Dickens, regia di Maurizio Azzurro (2002)
- Delitto a Villa Roug di Achille Campanile, regia di Maurizio Azzurro (2003)
- Visita di condoglianze di Achille Campanile, regia di Roberto Solofria (2003)
- Le allegre comari di Windsor di William Shakespeare, regia di Maurizio Azzurro (2004)
- L'astice al veleno di e con Vincenzo Salemme (2010-2012)
- Ferdinando e Carolina Scene da un Matrimonio con Salvio Simeoli (2011)
- Come sopravvivere ai lavori di casa con Michele Caputo (2014)
- Il marchese del grillo con Enrico Montesano (2015) (2016-17)
- L'uomo che non capiva troppo-reloaded di e con Lillo e Greg (2017)
- Il conte Tacchia di e con Enrico Montesano (2018)
- Il Marchese del Grillo con Max Giusti (2022)

## Filmografia

### Cinema
- Non aver paura, regia di Angelo Longoni (2005)
- Vita Smeralda, regia di Jerry Calà (2006)
- Los Borgia, regia di Antonio Hernández (2006)
- Operazione vacanze, regia di Claudio Fragasso (2012)
- Il Manutentore, regia di Claudio DìAvascio (2017)
- Mò vi mento - Lira di Achille, regia di Stefania Capobianco e Francesco Gagliardi (2018)
- Mai per sempre, regia di Fabio Massa (2018)

### Televisione
- La stagione dei delitti, regia di Claudio Bonivento – miniserie TV (2004)
- Carabinieri 3 – serie TV (2004)
- Ho sposato un calciatore, regia di Stefano Sollima – miniserie TV (2005)
- Elisa di Rivombrosa 2 – serie TV (2005)
- R.I.S. - Delitti imperfetti – serie TV (2005)
- Un posto al sole, registi vari - soap opera (2006-2010, 2024-2025)
- Assunta Spina, regia di Riccardo Milani – miniserie TV (2006)
- Don Matteo – serie TV (2006)
- Caterina e le sue figlie 2, regia di Vincenzo Terracciano e Luigi Parisi (2007)
- Il generale Dalla Chiesa, regia di Giorgio Capitani – miniserie TV (2007)
- Il giudice Mastrangelo 2, regia di Enrico Oldoini serie TV, episodio Belle maniere con delitto (2007)
- Capri 2 – serie TV (2008)
- I Cesaroni 2 – serie TV, episodio Ricominciamo (2008)
- Vita da paparazzo, regia di Pier Francesco Pingitore – miniserie TV (2008)
- La nuova squadra – serie TV (2008)
- Mal'aria, regia di Paolo Bianchini – miniserie TV (2009)
- Butta la luna 2, regia di Vittorio Sindoni – miniserie TV (2009)
- Piper, regia di Francesco Vicario – miniserie TV (2009)
- Non smettere di sognare, regia di Roberto Burchielli – film TV (2009)
- Filumena Marturano, regia di Franza Di Rosa – film TV (2010)
- Rosso San Valentino – miniserie TV (2013)
- Una pallottola nel cuore, regia di Luca Manfredi – miniserie TV (2014)
- Rex – serie TV (2014)
- Mina Settembre 2 – serie TV (2022)
- Sono Lillo – serie TV, 4 episodi (2023)

### Videoclip
- Regali di Natale di Antonello Venditti, regia di Gaetano Morbioli - 2007
- Scatole vuote di Antonello Venditti, regia di Gaetano Morbioli - 2008

## Riconoscimenti
- Nel 2009 al Gala del Cinema e della Fiction in Campania riceve il premio speciale miglior attrice per la fiction Non smettere di sognare[4]
- Nel 2009 riceve il Premio Margutta per la sezione fiction[5]
- Nel 2011 al Napoli Cultural Classic riceve un premio come miglior protagonista femminile per la commedia L'astice al veleno[6]